# 詹姆士·伊茲
詹姆士·伊茲三世（英語：James Eads III，1997年1月14日—）為美國男子籃球運動員，現效力於亞塞拜然籃球聯賽明天。
伊茲出生於佛罗里达州奥兰多，2020年離開塔斯基吉大学以後職業生涯從CS加拉茨鳳凰展開。2021年7月17日，伊茲加盟托倫硬薑餅。2022年8月18日，伊茲加盟什切青國王。12月31日，伊茲加盟萬楚特獵鷹。2023年8月3日，伊茲加盟索爾諾克石油。2024年7月25日，台灣職業籃球大聯盟新北中信特攻宣布簽下伊茲，中文登錄名為「捷翼」。12月12日，新北中信特攻與伊茲解除合約。2025年1月14日，亞塞拜然籃球聯賽明天與伊茲簽下兩年合約。

## 外部連結
- 詹姆士·伊茲的Instagram帳戶
- 詹姆士·伊茲在fiba.basketball（英语）
- 詹姆士·伊茲在台灣職業籃球大聯盟
- 詹姆士·伊茲在Eurobasket.com（球員）（英语）
- 詹姆士·伊茲在RealGM（英语）
- 詹姆士·伊茲在Proballers（英语）
- 詹姆士·伊茲在Flashscore（英语）
- . 011 Sports.   [2024-08-26]. （原始内容存档于2024-08-26）.